# James Dillion
James Leo „Jim“ Dillion (* 2. Mai 1929 in Plain City, Ohio; † 16. September 2010 in Arlington, Texas) war ein US-amerikanischer Diskuswerfer.
Dillion besuchte die Auburn University und wurde 1951 NCAA-Meister im Diskuswurf. Im folgenden Jahr siegte er bei den Meisterschaften der Amateur Athletic Union und qualifizierte sich als Dritter der US-amerikanischen Ausscheidungswettkämpfe für die Teilnahme an den Olympischen Spielen 1952 in Helsinki. Dort gewann er mit einer Weite von 53,28 m die Bronzemedaille hinter seinem Landsmann Sim Iness (55,03 m) und dem Italiener Adolfo Consolini (53,78 m).
James Dillion war 1,88 m groß und hatte ein Wettkampfgewicht von 99 kg. Im Diskuswurf erzielte er seine Bestweite 1954 mit 55,07 m, im Kugelstoßen 1952 mit 16,11 m. Nach Ende seiner sportlichen Laufbahn arbeitete er als Flugzeugmechaniker.